# Bjarkøy kommun
Bjarkøy kommun var den minsta kommunen i Troms fylke i Norge med endast 460 invånare innan kommunen 1 januari 2013 slogs samman med Harstads kommun.

## Administrativ historik
Kommunen grundades 1837 under namnet Sund. 1964 överfördes ett område med 480 invånare till Tranøy kommun.